# .cs
.cs原先是捷克斯洛伐克國家及地區頂級域（ccTLD）的域名，1990年开始使用。1992年捷克斯洛伐克解体，於1993年1月1日起成為捷克共和國及斯洛伐克共和国兩個獨立的國家之后，.cs逐渐分为.cz和.sk。1995年1月域名正式剔除。
.cs是被剔除域名中使用最广泛的一个。1994年6月，在大部分域名分到.cz和.sk之后，.cs下面还有2300多个地址。其他被剔除的域名，如.nato和.zr，大约用了十几个而已。
2003年7月，.cs成為塞尔维亚和黑山的ISO 3166-1号码，不過，它卻從未被用於在塞尔维亚和黑山的國家及地區頂級域（ccTLD）的域名，塞尔维亚和黑山沿用了南斯拉夫聯盟共和國的.yu做為其國家及地區頂級域的域名，.yu也因此成為少數與ISO 3166-1 標準不一致的ccTLD。2006年5月，黑山公民投票决定独立后，塞尔维亚被分配到.rs、黑山被分配到.me。

## 外部連結
- IANA .cs whois information（页面存档备份，存于）

1. ↑  . www.iana.org.   [2024-02-13]. （原始内容存档于2016-06-04）.